# Mauerkammergrab von Arnstadt

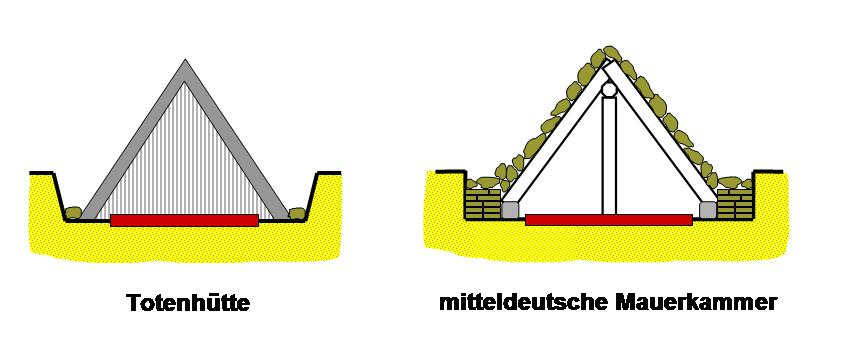
Totenhütte (Bohlenkammer) und Mauerkammergrab

Das etwa 0,5 m eingetiefte Mauerkammergrab von Arnstadt (Egelsee) im Ilm-Kreis in Thüringen wurde im Jahr 1940 bei Bauarbeiten an der höchsten Stelle einer Bodenwelle nördlich von Arnstadt entdeckt und in den Jahren 1940 und 1950 von F. Wiegand ausgegraben. 
Das etwa Nordost-Südwest orientierte Mauerkammergrab hatte eine etwa 3 × 2,5 m messende Kammer. Die Seitenwände waren in Holz-Steinbauweise errichtet. An den Längsseiten lagen zwei Schlitze, zum Verkeilen der Dachkonstruktion. Zwei Pfostengruben auf der Mitte der Längsachse des Grabes lassen einen Dachfirst vermuten. In den oberen Schichten der Anlage stellen Steine und Lehmbrocken die verstürzte Dachabdeckung dar. Es existiert ein sicherer Hinweis auf den Zugang. 
Insgesamt 15 Skelette beiderlei Geschlechts und unterschiedlichen Alters waren noch nachweisbar, meist als linke auf dem Bodenpflaster liegende Hocker. Mit dem Kopf im Südosten war ein Erwachsener, angeblich in Strecklage, beigesetzt. Manche Bestattungen waren mit Platten teilabgedeckt. Wiegand vermutet eine Ausrichtung der Toten in drei Reihen.
Als Beigaben wurden ein Hundezahn und sechs Steingeräte gefunden. Davon lagen zwei Pfeilspitzen und ein Abschlag aus Feuerstein bei einer Bestattung. Geringfügige und undatierbare Reste an Keramik wurden gefunden.
Trotz fehlender Keramik weisen der Grabbau und die Bestattungsweise dieses Grab zur Bernburger Kultur. 
In Arnstadt-Rudisleben wurde 2003 von Thomas Grasselt eine Totenhütte (Bohlenkammer) ausgegraben.